# Улица Вершинина (Томск)
У́лица Верши́нина — улица в Томске, от Нечевского переулка до берега реки Томи. Длина — 2,5 км.

## История
Первоначальное название улицы — Торговая — связано с находившимися здесь торговыми рядами.
В 1890 году купец А. А. Фильберт построил два двухъэтажных дома по Торговой улице 34-38, где в 1894 году под названием «Венское колбасное и гастрономическое заведение А. Фильберт и Ко» организовал производство колбас, мясных и рыбных консервов, балыков из нельмы и осетра. К 1914 году здесь уже действовала консервная фабрика, выпускавшая до 100 тыс. коробок 31 вида консервов.
16 апреля 1951 года улица была переименована в честь фармаколога, академика АМН СССР Н. В. Вершинина (1867—1951).

## Достопримечательности
- дом 8, ныне дом 10 — на квартире преподавателя русской словесности Томской мужской гимназии П. М. Вяткина жил Вячеслав Шишков, посвятивший свой первый рассказ «Кедр» П. М. Вяткину.
- дом 12 — усадьба в стиле модерн  памятник архитектуры (региональный) № 7010005000
- дом 14 —  памятник архитектуры (региональный) № 7030098000
- дом 15 — ограда  памятник архитектуры (региональный) № 7000099000 (снесён)
- дом 16 — на втором этаже дома в 1923 году открыл детскую художественную студию художник Вадим Мизеров (снесён)
- дом 24б / улица Карташова, 23 —  памятник архитектуры (региональный) № 701510264230005 (снесён)
- дом 26 —  памятник архитектуры (региональный) № 7000100000 (снесён)
- Проспект Кирова, 20 — бывший приют братьев Королёвых
- дом 32 / Проспект Кирова, 22 — место дома, в котором жил Бела Кун  исторический памятник (региональный) № 701530365900005. В 1952 году на его месте выстроено новое каменное здание — общежитие студентов Томского электромеханического института инженеров железнодорожного транспорта.[4]
- Сад «Буфф» по нечётной стороне улицы между улицами Герцена и Карташова.

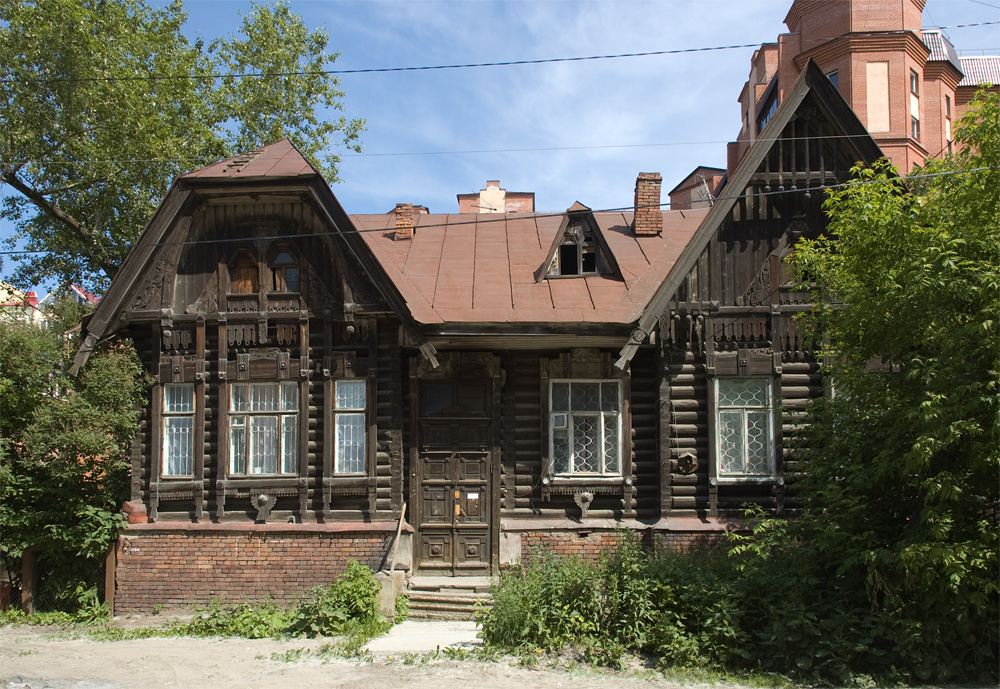
Вершинина, 12
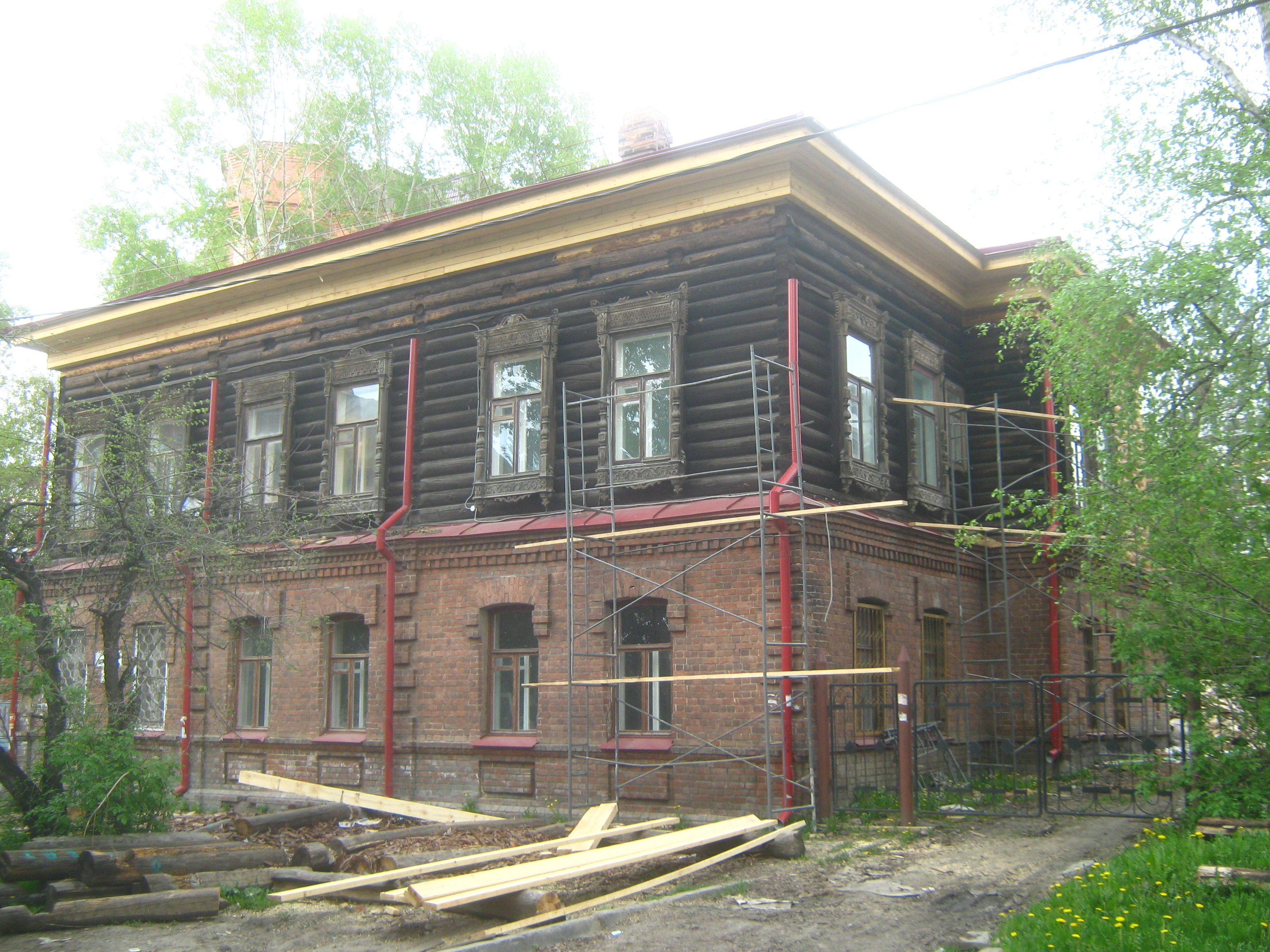
Вершинина, 14 / Герцена, 21
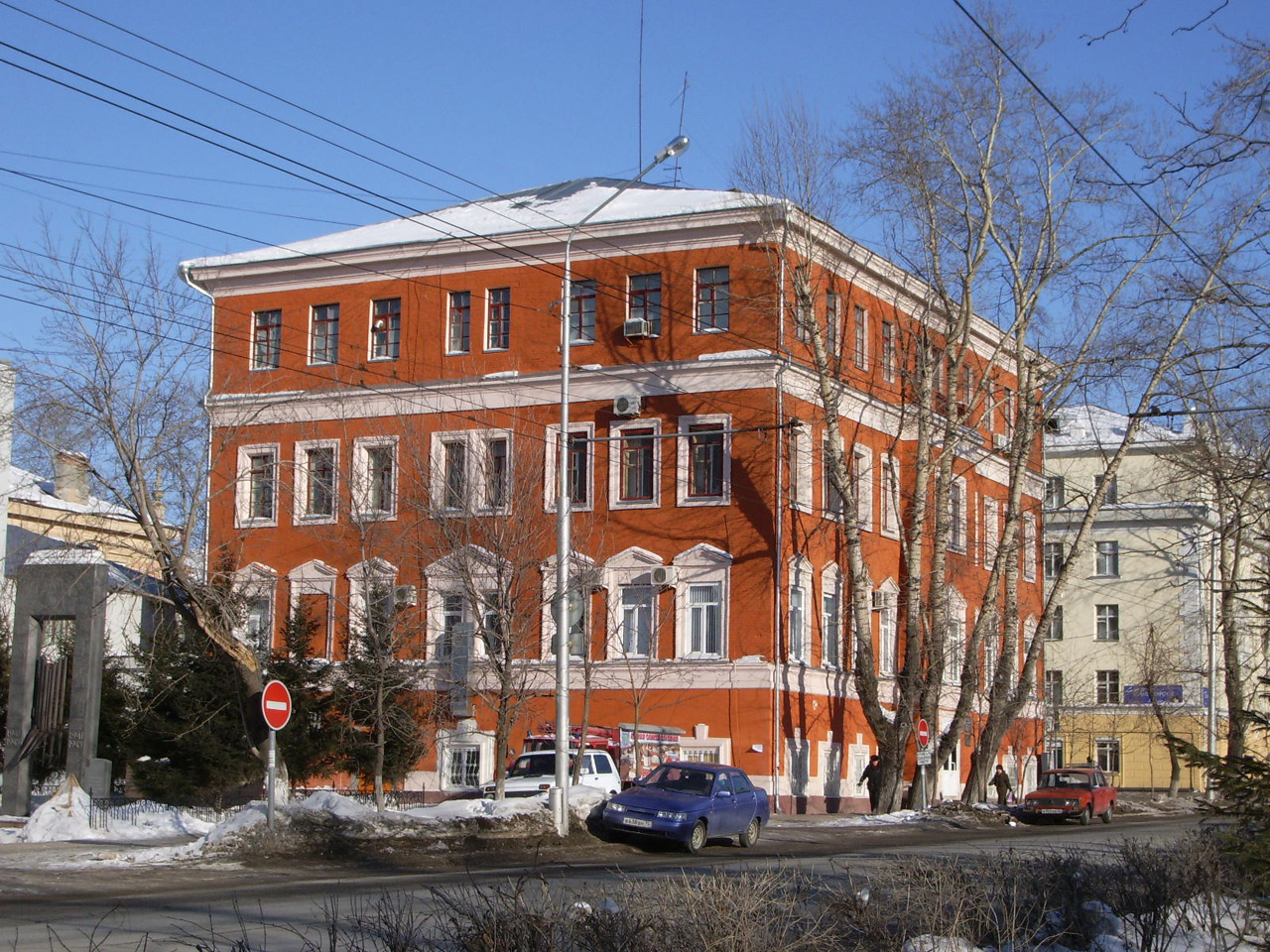
Кирова, 20